# Akhter Mansour
Mullah Akhtar Mohammad Mansour (Pashto: اختر محمد منصور; mellem 1960- 1968 – 21. maj 2016) var Emir (leder) for Taliban i Afghanistan fra 29. juli 2015 til hans død. Mansour overtog ledelsen af Taliban efter Mohammed Omar, som Taliban i juni 2015 indrømmede havde været død siden april 2013. Mansours fødeår er ikke sikkert, han gik ind i krigen imod den sovjetiske besættelse af Afghanistan i 1985, under kampende blev han såret i 1987. Efter Taliban overtog magten var han blandt andet en periode i 1996 minister for Civil Luftfart. Det har flere gange været rapporteret at Mansour var blevet slået ihjel, den 21. maj 2016 udførte det amerikanske militær et droneangreb i Pakistan som slog Mansour ihjel, da hans bil blev sprunget i luften, at Mansour er død er blevet bekræftet af den afghanske regering og Taliban. Den 25. maj 2016 blev Haibatullah Akhundzada udnævnt som ny Emir for Taliban.